# Tamara Zidanšek
Tamara Zidanšek (Postumia, 26 dicembre 1997) è una tennista slovena.
Grazie alla semifinale conquistata nell’Open di Francia 2021, è diventata la prima tennista slovena in assoluto a raggiungere tale traguardo in uno Slam.

## Biografia
Vincitrice di tre titoli WTA in doppio e due WTA 125 in singolare, il 28 febbraio 2022 ha raggiunto la sua migliore posizione nel singolare WTA piazzandosi al 22º posto. Il 16 gennaio 2023 ha ottenuto il miglior piazzamento nel ranking di doppio, raggiungendo il numero 47.

### 2014 - 2015: gli esordi
Nel 2014, Tamara vince il suo primo ITF a Velenje, partendo dalle qualificazioni e battendo in finale Barbara Haas (4-6 6-2 6-3).
Nel 2015, ottiene la sua seconda finale ITF a Bol 2, perdendo da Tena Lukas nell'ultimo atto (2-6 3-6). In giugno, in Bosnia, vince il suo secondo titolo ITF, cedendo un set solo nella finale contro Kachar (6-4 2-6 7-5). Sempre nel mese di giugno, Zidanšek conquista il suo terzo trofeo ITF in Georgia, sconfiggendo nell'ultimo atto Tolibova per 6-4 6-1. La settimana dopo, nuovamente in Georgia, vince un altro ITF, superando Szlavikovics in finale con un duplice 6-3. Nella seconda parte di anno, ottiene altre tre finali ITF, vincendo altri due titoli.
Nel ranking, chiude il 2015 al n°309 del mondo, con best-ranking al n°287.

### 2016
In questa stagione, Tamara vince altri 5 titoli ITF, di cui 4 da 25000 $ (2 in Ungheria, uno in Cile, uno in India e uno in Tunisia). Con anche altre due finali conquistate (in India e Tunisia), la slovena sale fino a un best-ranking di n°172 del mondo, chiudendo l'anno al n°223.

### 2017
Tamara tenta le sue prime qualificazioni per uno slam all'Australian Open: cede subito a Eri Hozumi (3-6 2-6). Successivamente, raggiunge una finale ITF a Launceston, dove perde da Jamie Loeb in due set. Anche al Roland Garros prova le qualificazioni per il main draw: viene subito sconfitta da Nicole Gibbs (3-6 5-7). A giugno, partecipa al suo primo torneo WTA (il '125' di Bol): viene estromessa al primo turno da Chia-Jung Chuang (4-6 4-6). Come negli altri major, anche a Wimbledon tenta le qualificazioni: viene superata, al primo turno, da Alla Kudrjavceva (4-6 1-6). A Santa Margherita di Pula, la slovena vince il suo primo ITF dell'anno, prevalendo in finale su Tereza Mrdeža (7-6(4) 7-5). In novembre, a Bendigo, Tamara ottiene il suo 13º titolo ITF della carriera (il più importante, da 60000 $) battendo, nell'ultimo atto, Olivia Rogowska per 5-7 6-1 6-0. A Tokyo, raggiunge la quarta finale ITF del 2017, perdendo da Mihaela Buzărnescu (0-6 1-6).
Chiude l'anno al n°180 del mondo, con best-ranking al n°132.

### 2018: primo titolo in un WTA 125 e top-100; primo titolo WTA in doppio
Tamara partecipa al tabellone cadetto del WTA di Brisbane e dell'Australian Open: nel primo caso esce di scena subito contro Misaki Doi; nel secondo caso, supera Hozumi (6-3 6-3) prima di capitolare a Kerkhove in due set. In febbraio, vince il suo primo ITF stagionale a Curutiba (partendo dalle quali), sconfiggendo Fiona Ferro in finale (7-5 6-4). Rimanendo in Brasile, raggiunge un'altra finale ITF a Sao Paolo, perdendo da Julia Grabher. Successivamente, conferma il titolo colto a Santa Margherita di Pula, superando Anastasia Grymalska nell'ultimo atto (6-3 6-1). La settimana dopo, rimanendo nella stessa location, conquista un altro ITF (il 16° in carriera), battendo Myrtille Georges in due set. A fine aprile, Tamara prende parte alle qualificazioni del WTA di Rabat: elimina Schoofs (6-3 3-6 6-4), Benoit (6-2 6-2) e Stollár (4-6 6-4 6-4), conquistando il suo secondo main-draw WTA, il primo di livello International. Al primo turno, riesce a sconfiggere Magda Linette (n°71 del mondo) per 6-4 6-2, ottenendo la prima vittoria in carriera su una top-100. Al secondo turno, esce di scena contro Hsieh Su-Wei, con lo score di 7-6(6) 3-6 3-6. Prova poi le quali per il Roland Garros: sconfigge Renata Zarazúa per 6-1 7-5 prima di capitolare contro Deborah Chiesa (4-6 5-7). La settimana dopo, partecipa al WTA 125 di Bol: sconfiggendo Ajla Tomljanović (6-3 6-1), Alexandra Cadanțu (6(2)-7 6-3 6-3), Anna Karolína Schmiedlová (6-4 6-4) e Tena Lukas (6-4 6-3), coglie la sua prima finale WTA della carriera. Nella circostanza, supera Magda Linette con un netto 6-1 6-3, conquistando il primo titolo nel circuito maggiore. Sull'erba, tenta le qualificazioni per il torneo di Wimbledon: batte Freya Christie (6-3 6-3) e Kathinka Von Deichmann (7-5 5-7 6-2), cedendo solo nel turno decisivo alla romena Dulgheru in tre parziali. L'11 giugno, entra per la prima volta in top-100, posizionandosi in 95ª piazza. Prende parte al WTA di Bucarest, dove elimina Rebecca Peterson (7-5 6-0) prima di perdere da Mihaela Buzărnescu (3-6 5-7). Va meglio nel WTA di Mosca, dove si impone su Antonia Lottner (6-3 6-1) e poi sulla n°13 del mondo Dar'ja Kasatkina (6-4 2-6 6-4); nei quarti, supera Laura Siegemund (6-3 6-4), riuscendo così ad accedere alla sua prima semifinale International nel circuito maggiore. Nella circostanza, è costretta al ritiro contro la giovane Potapova (sul 6-3 4-6 2-5). Grazie al risultato, sale al n°77 del mondo. Sul cemento americano, cede al terzo turno di qualificazione del torneo di New Haven; successivamente, partecipa al suo primo slam in carriera allo US Open: viene eliminata al primo turno da Kiki Mladenovic (0-6 3-6). In Asia, raggiunge il secondo turno a Hiroshima e a Seoul, mentre si ferma all'esordio a Tashkent. A Pune, vince il suo 3º titolo ITF della stagione, battendo in finale Karman Thandi (6-3 6-4). Termina la stagione al n°70 del mondo.
In doppio, vince il suo primo titolo WTA della carriera in quel di Tashkent assieme a Olga Danilović, sconfiggendo in finale Olaru/Begu per 7-5 6-3.

### 2019: prima finale in un International e secondo titolo in un WTA 125
Tamara inizia l'anno ad Auckland, dove cede immediatamente a Kužmová (2-6 6(3)-7). Non si qualifica al WTA di Sydney mentre, successivamente, gioca il suo primo main-draw all'Australian Open: batte Dar'ja Saville (7-5 6-3) prima di perdere dalla futura campionessa del torneo Naomi Ōsaka in due set. Nel WTA di Hua Hin, Zidanšek raggiunge la prima semifinale del 2019, elimina Babos (6-0 3-1 e ritiro), Brady (6-3 0-6 7-6(9)) e Golubic (4-6 6-1 6-2). Nel penultimo atto, viene estromessa da Tomljanović (4-6 1-6). Dopo un primo turno a Miami, gioca sulla terra: a Charleston ottiene il secondo turno mentre a Bogotà raggiunge i quarti battendo Chromačëva (4-6 6-1 6-4) e Vickery (6-2 6-0) prima di cedere a Lara Arruabarrena per 4-6 2-6. Dopo alcune uscite premature tra Istanbul, Roma e Rabat, prende parte al torneo di Norimberga: all'esordio sconfigge Misaki Doi (7-6(4) 3-6 6-4) per poi estromettere Ajla Tomljanović in due set. Ai quarti, supera Veronika Kudermetova con lo score di 6-4 2-6 6-3, raggiungendo la seconda semifinale dell'anno. Nella circostanza, prevale sulla seconda testa di serie Kateřina Siniaková (7-6(4) 6-2), ottenendo così la sua seconda finale WTA, la prima in un International. Nell'ultimo atto, la slovena viene battuta dalla 1ª testa di serie del torneo Julija Putinceva in tre parziali (6-4 4-6 2-6). Grazie all'ottimo risultato, sale al n°60 del ranking mondiale. Dopo un primo turno al Roland Garros (eliminata da Mertens), è la prima testa di serie al WTA 125 di Bol: Tamara vince il suo secondo titolo di tale livello confermando il trionfo del 2018, battendo in finale Sara Sorribes Tormo con un doppio 7-5. Sull'erba, arriva al secondo turno a Eastbourne (estromessa da Sabalenka) e a Wimbledon (superata da Wang). A Palermo, si impone su Arruabarrena (6-2 6-3) per poi cedere a Ljudmila Samsonova (2-6 5-7). Sul cemento americano, partecipa solo allo US Open, dove rimedia una sconfitta all'esordio contro Petra Martić. Nella trasferta asiatica, non ottiene risultati di rilievo. Chiude l'anno al n°64 del mondo.
In doppio, assieme a Yanina Wickmayer, raggiunge la sua prima finale Premier a Zhengzhou, dove perde da Melichar/Peschke.

### 2020: 2 titoli WTA in doppio
Dopo un secondo turno ad Auckland (battuta da Jessica Pegula), incassa una sconfitta all'esordio a Hobart (per mano di Rybakina) e poi, all'Australian Open, replica il secondo turno del 2019, perdendo stavolta da Serena Williams (2-6 3-6). Ad Acapulco, estromettendo Anna Kalinskaja (6-3 6-4) e la connazionale Kaja Juvan (6-2 6-2), coglie il primo quarto di finale stagionale, dove cede sorprendentemente alla wild-card locale Renata Zarazúa (2-6 6-3 2-6). A Monterrey, supera l'ex numero 1 del mondo Azaranka (6-2 6-2) prima di capitolare contro Potapova in tre set.
A causa della pandemia di COVID-19, il circuito WTA è costretto a fermarsi per un lungo stop.
La slovena riprende a giocare sulla terra di Praga, dove elimina Sinaková (6-3 3-6 6-0) per poi arrendersi a Eugenie Bouchard. Al Roland Garros, ingaggia una grande battaglia contro la n°15 del mondo Garbiñe Muguruza, ma alla fine esce sconfitta con lo score di 5-7 6-4 6-8, non sfruttando un vantaggio di 3-0 nel parziale decisivo. Chiude la stagione a Linz, dove incassa una sconfitta all'esordio contro Rus (4-6 4-6). Termina l'anno al n°87 del mondo.
In doppio, con Arantxa Rus, Zidanšek vince due titoli WTA a Palermo e Linz.

### 2021: semifinale al Roland Garros e primo titolo '250'
La slovena inizia l'anno ad Abu Dhabi, dove elimina la recente semifinalista dello US Open Jennifer Brady (0-6 6-3 6-4) e poi Fernandez (6-4 6-4); agli ottavi, cede nettamente a Marta Kostjuk (1-6 1-6). Dopo un primo turno al Gippsland Trophy e all'Australian Open, trova il secondo round a Guadalajara, dove si arrende a Catherine Mcnally; stessa sorte a Monterrey, dove perde da Ann Li (4-6 3-6).
Sulla terra, gioca il primo torneo stagionale a Bogotà, dove è la 5° forza del seeding. Tamara giunge in finale senza lasciare per strada alcun set, battendo Kalinskaja (6-0 7-5), Gatto-Monticone (6-2 6-3), Errani (6-3 6-4) e Tomova (6-3 7-5). Nella sua seconda finale in un International, la slovena cede a sorpresa alla wild-card colombiana Osorio, con lo score di 7-5 3-6 4-6. Si qualifica poi per il main-draw di Madrid, sconfiggendo Juvan e Hsieh; nel tabellone principale, prevale nuovamente sulla lucky loser Hsieh per poi capirtolare dalla n°1 del mondo Ashleigh Barty (4-6 6-1 3-6). Dopo un primo turno a Roma, prende parte al Roland Garros, dove, in quattro partecipazioni, ha vinto un solo match nelle qualificazioni. Al primo turno, sfida la n°7 del mondo Bianca Andreescu: Tamara sopravvive a quasi 3 ore e mezza di gioco, sconfiggendo la canadese con lo score di 6(1)-7 7-6(2) 9-7 e incassando la prima vittoria in carriera su una top-10. Al secondo turno, elimina Madison Brengle (6-4 6-1), raggiungendo il suo primo terzo turno in uno slam. Nella circostanza, rimonta la ceca Siniaková (0-6 7-6(5) 6-2), approdando agli ottavi, dove supera la n°54 del mondo Sorana Cîrstea (7-6(4) 6-1). Nei quarti, affronta la n°33 del seeding Paula Badosa: Zidanšek prevale in tre set (7-5 4-6 8-6), diventando la prima slovena nell'era Open (tra maschile e femminile) a cogliere una semifinale in un major. Nel penultimo atto, trova la russa Anastasija Pavljučenkova: Tamara si arrende all'avversaria con lo score di 5-7 3-6. Grazie allo strepitoso risultato, entra per la prima volta in carriera in top-50, al n°47 del mondo.
Successivamente, esce al primo turno a Wimbledon, estromessa dalla futura finalista del torneo Karolína Plíšková (5-7 4-6). Dopo un quarto di finale ad Amburgo (battuta da Jule Niemeier) partecipa al WTA di Losanna, dove rappresenta la prima testa di serie. Rimonta un set di svantaggio a Tereza Martincová (2-6 6-3 6-2) per poi regolare in due parziali Mandy Minella (6-2 7-5) e in tre la qualificata Bronzetti (6-4 4-6 6-3). In semifinale, elimina Maryna Zanevs'ka per 7-5 6-3, approdando alla sua seconda finale stagionale. Nell'ultimo atto, vince il suo primo titolo di categoria '250' (ex-International) imponendosi sulla francese Burel per 4-6 7-6(5) 6-1. Grazie al successo, sale al n°40 del mondo.
Sul cemento americano non raccoglie grandi risultati (secondo turno allo US Open come miglior piazzamento); torna in patria per disputare il '250' di Portorose, dove è la 5° testa di serie. Dopo un comodo successo su Cristiana Ferrando (6-1 6-1), approfitta del walkover di Anhelina Kalinina, approdando ai quarti; tra le ultime otto, cede nel derby con Kaja Juvan (6(4)-7 3-6). Torna sul cemento americano, dove ottiene un secondo turno a Chicago e un terzo turno a Indian Wells. Termina la sua stagione a Tenerife, dove incassa una sconfitta all'esordio contro Jaqueline Cristian (5-7 6-4 1-6).
Chiude il 2021 al n°30 del mondo, suo best ranking.

### 2022
Tamara inizia l'anno con una battuta d'arresto al primo turno del WTA '500' di Adelaide, contro la n°6 del mondo Maria Sakkarī (2-6 6-0 4-6). Va meglio nel WTA '250' nella stessa località dove, da 4° testa di serie, raggiunge le semifinali, eliminando Watson (2-6 6-2 7-6(4)), Inglis (6-2 6-1) e Davis (7-6(4) 7-6(7)). Nel penultimo atto, non scende in campo contro Alison Riske. All'Australian Open, dove è la 29° testa di serie, si impone su Rus (3-6 6-3 7-6(8)) e Watson (7-6(4) 6-4) prima di cedere ad Alizé Cornet in tre set.

## Statistiche WTA

### Singolare

#### Vittorie (1)
| Legenda              |
| -------------------- |
| Grande Slam (0)      |
| Ori Olimpici (0)     |
| WTA Finals (0)       |
| WTA Elite Trophy (0) |
| Dal 2021             |
| WTA 1000 (0)         |
| WTA 500 (0)          |
| WTA 250 (1)          |

| N. | Data           | Torneo                        | Superficie  | Avversaria in finale | Punteggio        |
| 1. | 18 luglio 2021 | Ladies Open Lausanne, Losanna | Terra rossa | Clara Burel          | 4–6, 7–6(5), 6–1 |

#### Sconfitte (2)
| Legenda               | Legenda      |
| --------------------- | ------------ |
| Grande Slam (0)       |              |
| Argenti Olimpici (0)  |              |
| WTA Finals (0)        |              |
| WTA Elite Trophy (0)  |              |
| Dal 2009 al 2020      | Dal 2021     |
| Premier Mandatory (0) | WTA 1000 (0) |
| Premier 5 (0)         | WTA 1000 (0) |
| Premier (0)           | WTA 500 (0)  |
| International (1)     | WTA 250 (1)  |

| N. | Data           | Torneo                     | Superficie  | Avversaria in finale | Punteggio     |
| 1. | 25 maggio 2019 | Nürnberger Cup, Norimberga | Terra rossa | Julija Putinceva     | 6–4, 4–6, 2–6 |
| 2. | 11 aprile 2021 | Copa Colsanitas, Bogotà    | Terra rossa | Camila Osorio        | 7–5, 3–6, 4–6 |

### Doppio

#### Vittorie (4)
| Legenda               | Legenda      |
| --------------------- | ------------ |
| Grande Slam (0)       |              |
| Ori Olimpici (0)      |              |
| WTA Finals (0)        |              |
| WTA Elite Trophy (0)  |              |
| Dal 2009 al 2020      | Dal 2021     |
| Premier Mandatory (0) | WTA 1000 (0) |
| Premier 5 (0)         | WTA 1000 (0) |
| Premier (0)           | WTA 500 (0)  |
| International (3)     | WTA 250 (1)  |

| N. | Data              | Torneo                          | Superficie  | Compagna       | Avversarie in finale                    | Punteggio         |
| 1. | 29 settembre 2018 | Tashkent Open, Tashkent         | Cemento     | Olga Danilović | Irina-Camelia Begu Raluca Olaru         | 7–5, 6–3          |
| 2. | 9 agosto 2020     | Palermo Ladies Open, Palermo    | Terra rossa | Arantxa Rus    | Elisabetta Cocciaretto Martina Trevisan | 7–5, 7–5          |
| 3. | 15 novembre 2020  | Austria Ladies Linz, Linz       | Cemento (i) | Arantxa Rus    | Lucie Hradecká Kateřina Siniaková       | 6–3, 6–4          |
| 4. | 11 giugno 2022    | Rosmalen Open, 's-Hertogenbosch | Erba        | Ellen Perez    | Veronika Kudermetova Elise Mertens      | 6-3, 5-7, [12-10] |

#### Sconfitte (3)
| Legenda               | Legenda      |
| --------------------- | ------------ |
| Grande Slam (0)       |              |
| Argenti Olimpici (0)  |              |
| WTA Finals (0)        |              |
| WTA Elite Trophy (0)  |              |
| Dal 2009 al 2020      | Dal 2021     |
| Premier Mandatory (0) | WTA 1000 (0) |
| Premier 5 (0)         | WTA 1000 (0) |
| Premier (1)           | WTA 500 (0)  |
| International (0)     | WTA 250 (2)  |

| N. | Data              | Torneo                        | Superficie  | Compagna         | Avversarie in finale                 | Punteggio        |
| 1. | 15 settembre 2019 | Zhengzhou Open, Zhengzhou     | Cemento     | Yanina Wickmayer | Nicole Melichar Květa Peschke        | 1–6, 6(2)–7      |
| 2. | 16 luglio 2022    | Ladies Open Lausanne, Losanna | Terra rossa | Ulrikke Eikeri   | Olga Danilović Kristina Mladenovic   | w/o              |
| 3. | 1º ottobre 2022   | Parma Ladies Open, Parma      | Terra rossa | Arantxa Rus      | Anastasia Dețiuc Miriam Kolodziejová | 6-1, 3-6, [8-10] |

## Circuito WTA 125

### Singolare

#### Vittorie (3)
| N. | Data              | Torneo                            | Superficie  | Avversaria in finale | Punteggio     |
| 1. | 10 giugno 2018    | Croatian Bol Ladies Open, Bol     | Terra rossa | Magda Linette        | 6–1, 6–3      |
| 2. | 9 giugno 2019     | Croatian Bol Ladies Open, Bol (2) | Terra rossa | Sara Sorribes Tormo  | 7–5, 7–5      |
| 3. | 10 settembre 2023 | Open delle Puglie, Bari           | Terra rossa | Rebecca Šramková     | 3-6, 7-5, 6-1 |

### Doppio

#### Vittorie (1)
| N. | Data          | Torneo                         | Superficie  | Compagna    | Avversarie in finale          | Punteggio |
| 1. | 31 marzo 2024 | San Luis Open, San Luis Potosí | Terra rossa | Anna Bondár | Laura Pigossi Katarzyna Piter | w/o       |

#### Sconfitte (1)
| N. | Data             | Torneo              | Superficie  | Compagna     | Avversarie in finale          | Punteggio        |
| 1. | 13 novembre 2022 | Colina Open, Colina | Terra rossa | Mayar Sherif | Jana Sizikova Aldila Sutjiadi | 1-6, 6-3, [7-10] |

## Statistiche ITF

### Singolare

#### Vittorie (18)
| Torneo 100000 $ (0) |
| Torneo 80000 $ (0)  |
| Torneo 75000 $ (0)  |
| Torneo 60000 $ (2)  |
| Torneo 50000 $ (0)  |
| Torneo 35000 $ (0)  |
| Torneo 25000 $ (10) |
| Torneo 15000 $ (0)  |
| Torneo 10000 $ (6)  |

| N.  | Data              | Torneo                                       | Superficie  | Avversaria in finale     | Score         |
| 1.  | 25 maggio 2014    | Velenje Open, Velenje                        | Terra rossa | Barbara Haas             | 4–6, 6–2, 6–3 |
| 2.  | 8 giugno 2015     | Vrnjacka Banja Open, Banja Luka              | Terra rossa | Marina Kachar            | 6–4, 2–6, 7–5 |
| 3.  | 22 giugno 2015    | Telavi Open, Telavi                          | Terra rossa | Sadafmoh Tolibova        | 6–4, 6–1      |
| 4.  | 29 giugno 2015    | Telavi Open, Telavi                          | Terra rossa | Szabina Szlavikovics     | 6–3, 6–3      |
| 5.  | 10 agosto 2015    | Trofeul Ilie Nastase, Arad                   | Terra rossa | Chantal Škamlová         | 6–1, 6–3      |
| 6.  | 14 settembre 2015 | Izida Cup, Dobrič                            | Terra rossa | Polina Leykina           | 6–3, 6–2      |
| 7.  | 16 aprile 2016    | Hammamet Open, Hammamet                      | Terra rossa | Alice Bacquié            | 6–1, 6–0      |
| 8.  | 15 maggio 2016    | Győr Open, Győr                              | Terra rossa | Ekaterina Aleksandrova   | 6–4, 6–4      |
| 9.  | 31 maggio 2016    | Hódmezővásárhely Open, Hódmezővásárhely      | Terra rossa | Karolína Muchová         | 4–6, 6–2, 6–4 |
| 10. | 4 dicembre 2016   | Copa Providencia BCI, Santiago               | Terra rossa | Paula Cristina Gonçalves | 6–1, 6–4      |
| 11. | 17 dicembre 2016  | LIC ITF Women's Tennis Championships, Pune   | Cemento     | Polina Monova            | 6–4, 6–2      |
| 12. | 30 settembre 2017 | Forte Village International Tournament, Pula | Terra rossa | Tereza Mrdeža            | 7–6(4), 7–5   |
| 13. | 12 novembre 2017  | William Loud Bendigo International, Bendigo  | Cemento     | Olivia Rogowska          | 5–7, 6–1, 6–0 |
| 14. | 25 febbraio 2018  | Circuito Feminino Future de Tênis, Curitiba  | Terra rossa | Fiona Ferro              | 7–5, 6–4      |
| 15. | 2 aprile 2018     | Forte Village International Tournament, Pula | Terra rossa | Anastasia Grymalska      | 6–3, 6–1      |
| 16. | 15 aprile 2018    | Forte Village International Tournament, Pula | Terra rossa | Myrtille Georges         | 6–1, 7–6(4)   |
| 17. | 1º dicembre 2018  | LIC ITF Women's Tennis Championships, Pune   | Cemento     | Karman Thandi            | 6–3, 6–4      |
| 18. | 6 luglio 2025     | Raiffeissen Bank Open, Bucarest              | Terra rossa | Nuria Brancaccio         | 6-1, 7-5      |

#### Sconfitte (8)
| Torneo 100000 $ (0) |
| Torneo 80000 $ (0)  |
| Torneo 75000 $ (0)  |
| Torneo 60000 $ (3)  |
| Torneo 50000 $ (0)  |
| Torneo 35000 $ (0)  |
| Torneo 25000 $ (2)  |
| Torneo 15000 $ (1)  |
| Torneo 10000 $ (2)  |

| N. | Data             | Torneo                                                 | Superficie    | Avversaria in finale | Score         |
| 1. | 9 maggio 2015    | Zlatni Rat Cup, Bol                                    | Terra rossa   | Tena Lukas           | 2–6, 3–6      |
| 2. | 30 agosto 2015   | Trofeo CPZ, Bagnatica                                  | Terra rossa   | Anne Schäfer         | 6–2, 1–6, 2–6 |
| 3. | 10 aprile 2016   | Hammamet Open, Hammamet                                | Terra rossa   | Irina Maria Bara     | 3–6, 3–6      |
| 4. | 24 dicembre 2016 | Ganesh Naik ITF Women's Tennis Tournament, Navi Mumbai | Cemento       | Lu Jiajing           | 3–6, 1–6      |
| 5. | 12 febbraio 2017 | Launceston Tennis International, Launceston            | Cemento       | Jamie Loeb           | 6(4)–7, 3–6   |
| 6. | 19 novembre 2017 | Dunlop World Challenge, Toyota                         | Sintetico (i) | Mihaela Buzărnescu   | 0–6, 1–6      |
| 7. | 4 marzo 2018     | Circuito Feminino Future de Tênis, San Paolo           | Terra rossa   | Julia Grabher        | 4–6, 6–3, 2–6 |
| 8. | 16 ottobre 2022  | Open Feu Aziz Zouhir, Monastir                         | Cemento       | Kristina Mladenovic  | 1-6, 6-3, 5-7 |

### Doppio

#### Vittorie (6)
| Torneo 100000 $ (1) |
| Torneo 80000 $ (0)  |
| Torneo 75000 $ (1)  |
| Torneo 60000 $ (0)  |
| Torneo 50000 $ (0)  |
| Torneo 35000 $ (0)  |
| Torneo 25000 $ (2)  |
| Torneo 15000 $ (0)  |
| Torneo 10000 $ (2)  |

| N. | Data             | Torneo                                         | Superficie  | Compagna              | Avversarie in finale                  | Score            |
| 1. | 20 aprile 2015   | Bluesun Bol Ladies Open, Bol                   | Terra rossa | Pia Čuk               | Natalija Šipek Eva Zagorac            | 6–1, 6–1         |
| 2. | 3 agosto 2015    | Internazionali Femminili di Tarvisio, Tarvisio | Terra rossa | Pia Čuk               | Giorgia Marchetti Maria Masini        | 6–1, 6–4         |
| 3. | 7 ottobre 2016   | Forte Village International Tournament, Pula   | Terra rossa | Jil Teichmann         | Claudia Giovine Camilla Rosatello     | 6–2, 6–4         |
| 4. | 28 novembre 2016 | Copa Providencia BCI, Santiago                 | Terra rossa | Guadalupe Pérez Rojas | Usue Maitane Arconada Georgia Brescia | 6–3, 7–6(5)      |
| 5. | 11 maggio 2024   | Empire Slovak Open, Trnava                     | Terra rossa | Veronika Erjavec      | Dalila Jakupovič Sabrina Santamaria   | 6-4, 6-4         |
| 6. | 17 agosto 2024   | Cary Tennis Classic, Cary                      | Cemento     | Céline Naef           | Oksana Kalašnikova Iryna Šymanovič    | 4-6, 6-3, [11-9] |

#### Sconfitte (4)
| Torneo 100000 $ (0) |
| Torneo 80000 $ (0)  |
| Torneo 75000 $ (0)  |
| Torneo 60000 $ (1)  |
| Torneo 50000 $ (0)  |
| Torneo 35000 $ (0)  |
| Torneo 25000 $ (2)  |
| Torneo 15000 $ (0)  |
| Torneo 10000 $ (1)  |

| N. | Data             | Torneo                                                 | Superficie  | Compagna               | Avversarie in finale                     | Score               |
| 1. | 8 maggio 2015    | Bluesun Bol Ladies Open, Bol                           | Terra rossa | Pia Čuk                | Anastasija Komardina Zuzana Luknárová    | 2–6, 6–0, [7–10]    |
| 2. | 11 febbraio 2017 | Launceston Tennis International, Launceston            | Cemento     | Georgia Brescia        | Monique Adamczak Nicole Melichar         | 1–6, 2–6            |
| 3. | 22 dicembre 2017 | Ganesh Naik ITF Women's Tennis Tournament, Navi Mumbai | Cemento     | Pranjala Yadlapalli    | Georgina García Pérez Diāna Marcinkēviča | 0–6, 1–6            |
| 4. | 1º dicembre 2018 | LIC ITF Women's Tennis Championships, Pune             | Cemento     | Aleksandrina Najdenova | Ankita Raina Karman Thandi               | 2–6, 7–6(5), [9–11] |

## Risultati in progressione
| Sigla | Risultato               |
| ----- | ----------------------- |
| V     | Vincitore               |
| F     | Finalista               |
| SF    | Semifinalista           |
| O     | Oro olimpico            |
| A     | Argento olimpico        |
| SF    | Bronzo olimpico         |
| QF    | Quarti di Finale        |
| 4T    | Quarto turno            |
| 3T    | Terzo turno             |
| 2T    | Secondo turno           |
| 1T    | Primo turno             |
| RR    | Round Robin             |
| LQ    | Turno di qualificazione |
| A     | Assente                 |
| ND    | Non disputato           |

| Legenda superfici    |
| -------------------- |
| Cemento              |
| Terra battuta        |
| Erba                 |
| Superficie variabile |

### Singolare
Aggiornato a fine WTA Tour 2023 in corso
| Tornei del Grande Slam |                 |                 |                 |               |                 |                 |                 |           |           |
| Australian Open        | Q1              | Q2              | 2T              | 2T            | 1T              | 3T              | 1T              | 0 / 5     | 4–5       |
| Open di Francia        | Q1              | Q2              | 1T              | 1T            | SF              | 3T              | 1T              | 0 / 5     | 7–5       |
| Wimbledon              | Q1              | Q3              | 2T              | ND            | 1T              | 1T              | Q2              | 0 / 3     | 1–3       |
| US Open                | A               | 1T              | 1T              | A             | 2T              | 1T              | Q3              | 0 / 4     | 1–4       |
| Vittorie–sconfitte     | 0–0             | 0–1             | 2–4             | 1–2           | 6–4             | 4-4             | 0-2             | 0 / 17    | 13–17     |
| Giochi olimpici        |                 |                 |                 |               |                 |                 |                 |           |           |
| Giochi olimpici        | Non disputati   | Non disputati   | Non disputati   | Non disputati | A               | Non disputati   | Non disputati   | 0 / 0     | 0–0       |
| Tornei di fine anno    |                 |                 |                 |               |                 |                 |                 |           |           |
| WTA Finals             | Non qualificata | Non qualificata | Non qualificata | ND            | Non qualificata | Non qualificata | Non qualificata | 0 / 0     | 0–0       |
| WTA Elite Trophy       | Non qualificata | Non qualificata | Non qualificata | ND            | Non qualificata | Non qualificata | Non qualificata | 0 / 0     | 0–0       |
| WTA 1000               |                 |                 |                 |               |                 |                 |                 |           |           |
| Doha / Dubai[1]        | Assente         | Assente         | Assente         | Assente       | Assente         | Assente         | Assente         | 0 / 0     | 0–0       |
| Indian Wells           | Assente         | Assente         | Assente         | Assente       | 3T              | 2T              | A               | 0 / 2     | 3–2       |
| Miami                  | Assente         | Assente         | 1T              | ND            | Q2              | 2T              | Q2              | 0 / 2     | 1–2       |
| Madrid                 | Assente         | Assente         | Assente         | ND            | 2T              | 2T              | A               | 0 / 2     | 2–2       |
| Roma                   | Assente         | Assente         | 1T              | A             | 1T              | 1T              | A               | 0 / 3     | 0–3       |
| Montréal / Toronto     | Assente         | Assente         | Assente         | ND            | Assente         | Assente         | Assente         | 0 / 0     | 0–0       |
| Cincinnati             | Assente         | Assente         | Assente         | Assente       | 1T              | Assente         | Assente         | 0 / 1     | 0–1       |
| Wuhan                  | Assente         | Assente         | 1T              | ND            | ND              | ND              | ND              | 0 / 1     | 0–1       |
| Pechino                | Assente         | Assente         | Assente         | ND            | Assente         | Assente         | Assente         | 0 / 0     | 0–0       |
| Carriera               |                 |                 |                 |               |                 |                 |                 |           |           |
| Tornei giocati         | 0               | 7               | 18              | 9             | 21              | 23              | 25              | 103       | 103       |
| Titoli                 | 0               | 0               | 0               | 0             | 1               | 0               | 1               | 2         | 2         |
| Finali                 | 0               | 0               | 1               | 0             | 2               | 0               | 1               | 4         | 4         |
| Totale V–S             | 0–0             | 7–7             | 15–18           | 6–10          | 32–20           | 18-23           | 41-25           | 129–103   | 129–103   |
| Vittorie %             | –               | 50%             | 45%             | 44%           | 62%             | 44%             | 62%             | 56%       | 56%       |
| Ranking di fine anno   | 180             | 70              | 64              | 87            | 30              | 87              | 103             | 3013100 $ | 3013100 $ |

Note
- 1 Il Dubai Tennis Championships e il Qatar Ladies Open di Doha si scambiarono frequentemente lo status tra evento Premier ed evento Premier 5 dal 2009 al 2020, mentre dal 2021 tra evento WTA 1000 e WTA 500.

## Vittorie contro giocatrici Top 10
| Stagione | 2021 | Totale |
| Vittorie | 1    | 1      |

| #    | Giocatrice       | Ranking | Evento                  | Superficie  | Turno | Punteggio           | Rank. TZR |
| ---- | ---------------- | ------- | ----------------------- | ----------- | ----- | ------------------- | --------- |
| 2021 |                  |         |                         |             |       |                     |           |
| 1.   | Bianca Andreescu | 7       | Open di Francia, Parigi | Terra rossa | 1T    | 6(1)–7, 7–6(2), 9–7 | 85        |